# Háromerű juhar
A háromerű juhar (Acer buergerianum) a szappanfavirágúak (Sapindales) rendjébe és a szappanfafélék (Sapindaceae) családjába tartozó faj.

## Elterjedése
Kína keleti részén honos.

## Alfajok, változatok
- Acer buergerianum subsp. ningpoense (Hance) A.E.Murray
- Acer buergerianum var. buergerianum

## Leírása
Terebélyes, 15 méter magas, lombhullató fafaj. Kérge szürkésbarna, pikkelyszerű lemezekben hámló. Levelei tenyeresen osztottak, háromkaréjúak, 10 cm hosszúak, alapjuk felé elkeskenyedők. Karéjaik kihegyesedők, rendszerint ép szélűek, ritkán fogazottak. Mindkét oldaluk kopasz, felszínük sötétzöld, fonákjuk hamvas, ősszel vörösre színeződnek. Virágai aprók, sárgászöldek, széles, kúpos felálló fürtökben a lombfakadással egy időben nyílnak. Termései lependék, 2,5 cm-esek, csomókban függnek az ágakon, eleinte zöldek vagy piroslók, éretten barnák.

## Képek

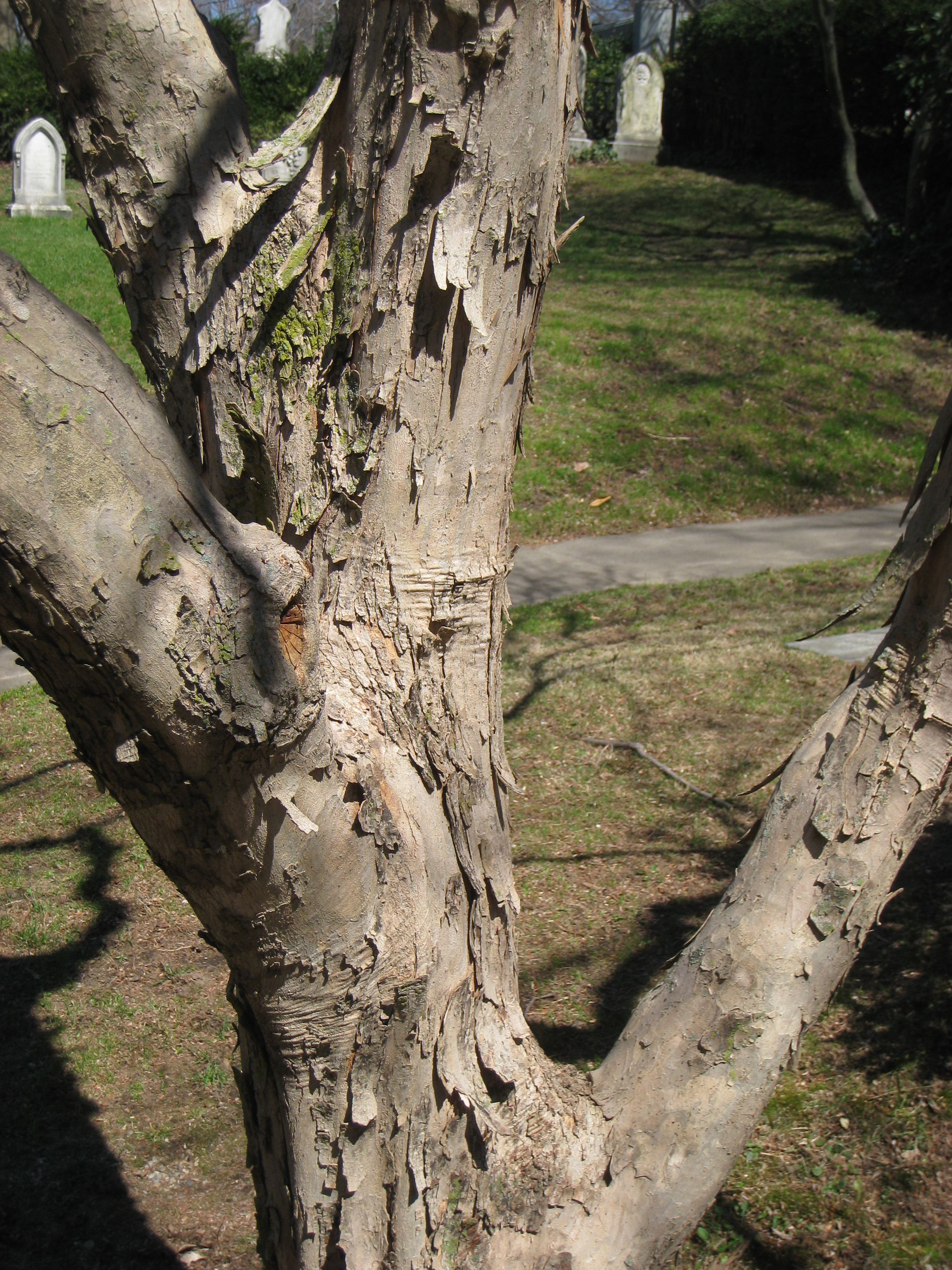
Kérge
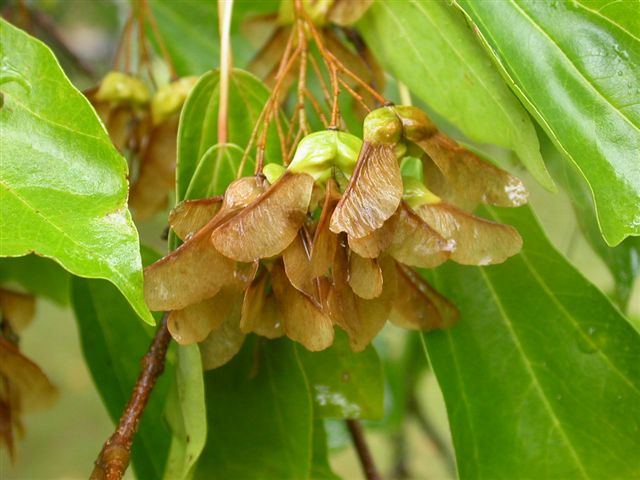
Termései
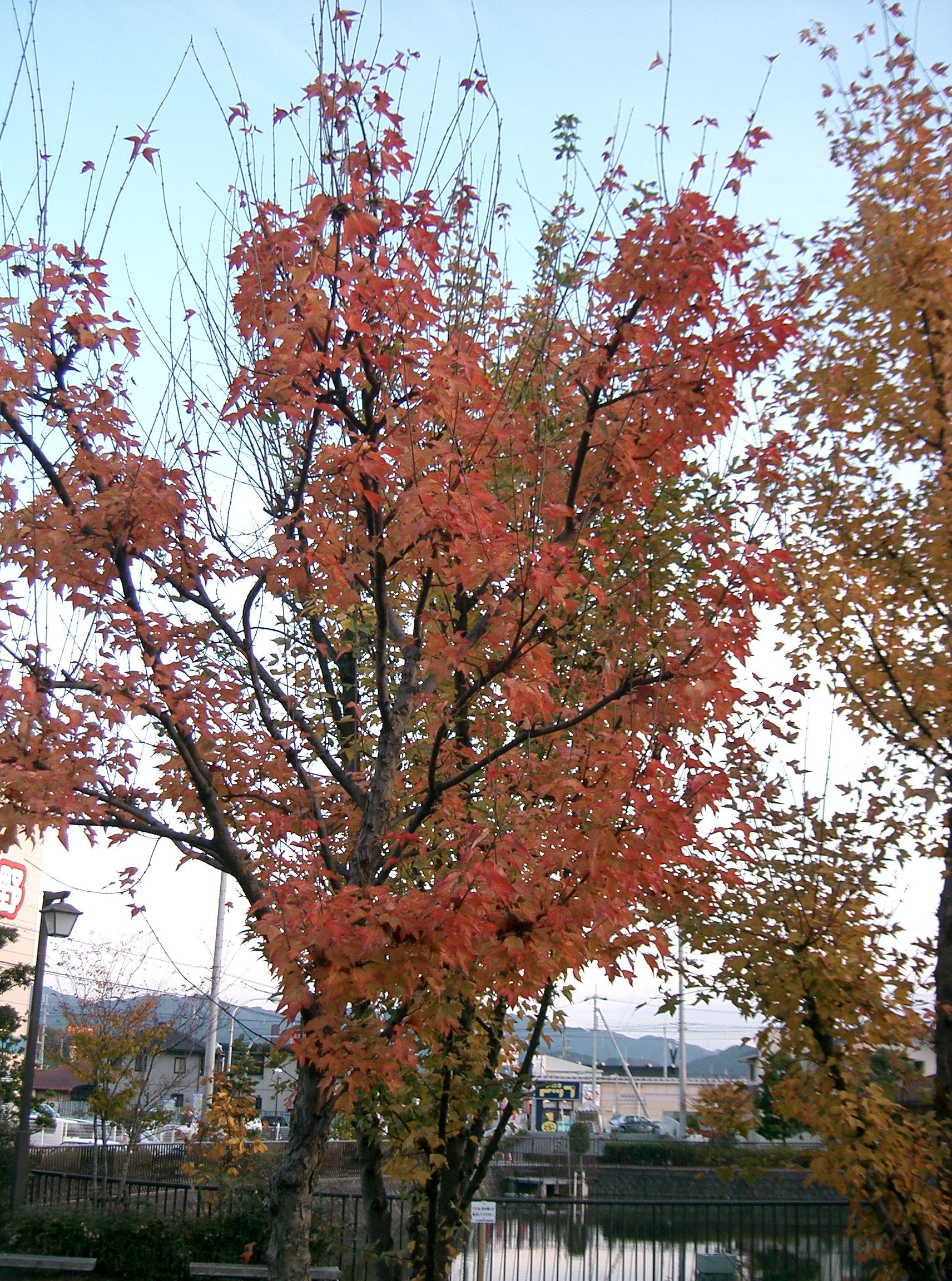
Őszi lombszíne
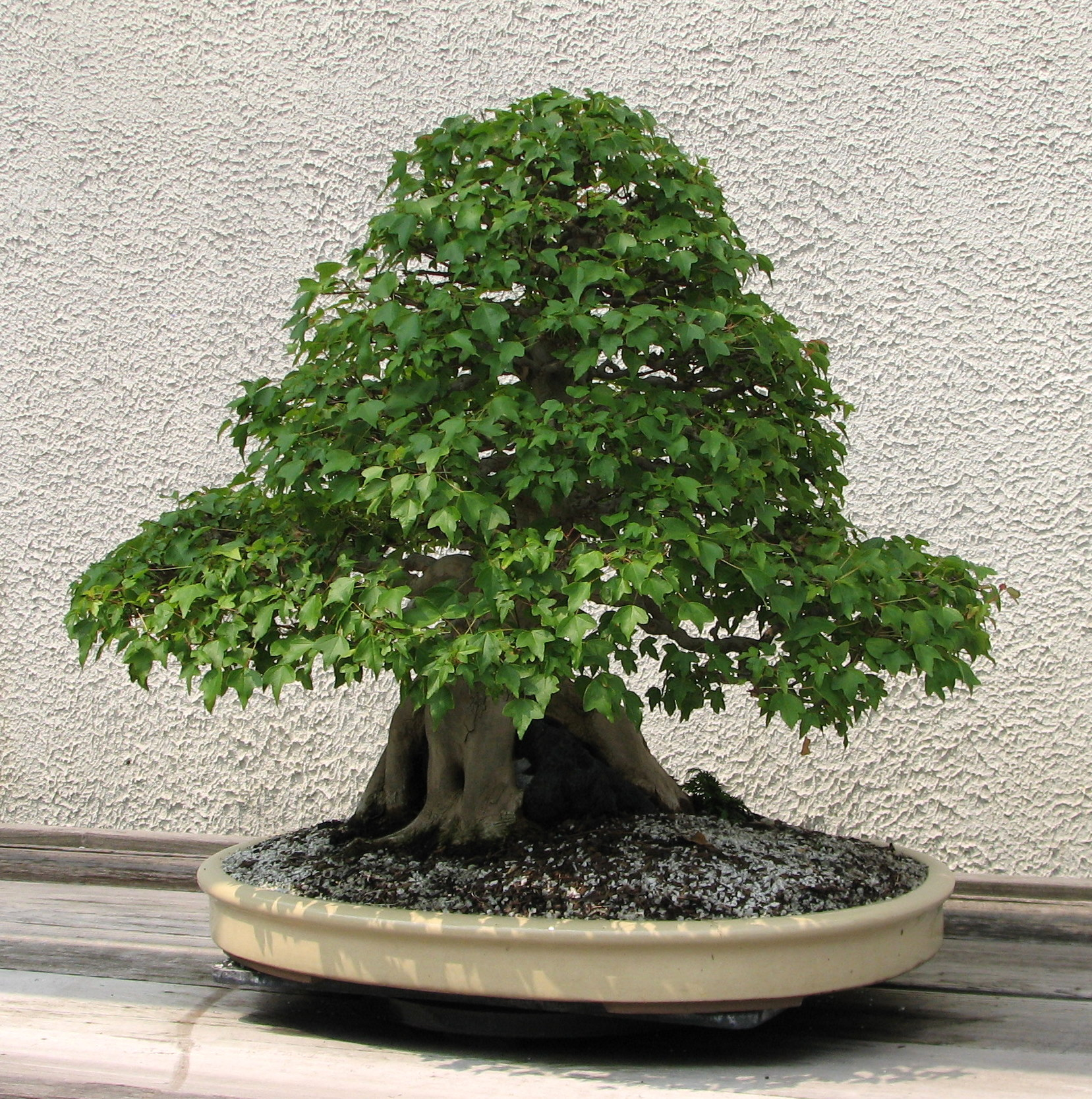
Bonsai-nak nevelve